# Mabuya ozorii
Mabuya ozorii är en ödleart som beskrevs av  Bocage 1893. Mabuya ozorii ingår i släktet Mabuya och familjen skinkar. Inga underarter finns listade i Catalogue of Life.